# Élections fédérales suisses de 1890
Les élections fédérales suisses de 1890 se sont déroulées le 26 octobre 1890. Ces élections permettent d'élire au système majoritaire les 147 députés (+2 par rapport aux dernières élections répartis sur 52 arrondissements électoraux (+3 par rapport aux dernières élections) eux-mêmes répartis sur les 22 cantons, siégeant au Conseil national (chambre basse), pour une mandature de trois ans.
Ces élections sont régies par la nouvelle Loi fédérale concernant les élections des membres du conseil national du 20 juin 1890. Cette loi modifie le nombre de circonscriptions mais également le nombre de députés. Ainsi, les cantons de Bâle-Ville, Saint-Gall et Zurich gagnent chacun un siège supplémentaire. Par contre, le canton du Tessin perd un député.
Le corps électoral composé de citoyens ayant droit de cité élit désormais directement les membres du Conseil des États dans les cantons d'Appenzell Rhodes-Extérieures, de Glaris, de Nidwald et d'Obwald et d'Uri (à travers la Landsgemeinde), et à l'urne pour la première fois dans le canton de Bâle-Ville et dans les cantons des Grisons, de Soleure, de Thurgovie, de Zoug et de Zurich. Dans les 11 autres cantons, les élections au Conseil des États sont quant à elles toujours non régulées et certains cantons ont renouvelé leurs Sénateurs parfois plusieurs fois sur les trois années écoulées. Dans ces 11 autres cantons, les Conseillers aux États continuent d'être élus, nommés ou désignés par les Grands Conseils, et ce à des dates variables.

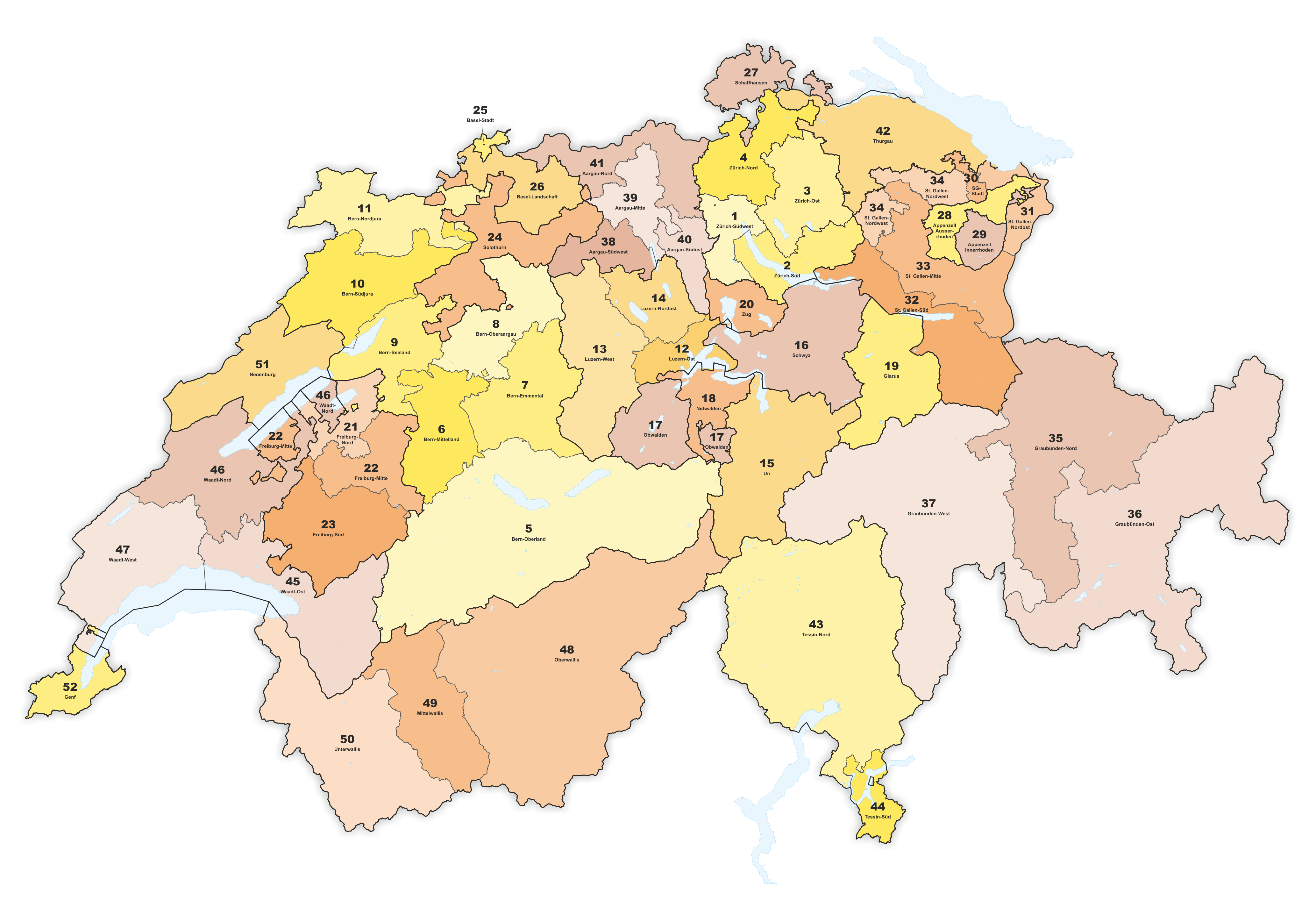
Les 52 circonscriptions des 15e, 16e, 17e et 18e Législatures fédérales (1890-1899).

Le thème dominant de cette campagne fut le coup d'État au Tessin mené par les Radicaux contre le Gouvernement cantonal conservateur, le 11 septembre 1890, après que ce dernier ait reporté à plusieurs reprises une révision de la Constitution cantonale tessinoise ainsi que sa loi électorale considérée comme discriminante par les Radicaux. Le Conseiller d'État (ministre cantonal) Luigi Rossi fut même abattu. Le Conseil fédéral avait ordonné une intervention fédérale sous la direction d'Arnold Künzli, intervention qui cristallisa les points de discorde entre partisans et adversaires de l'interventionnisme du pouvoir central.
Pour ces élections depuis 1848, les Radicaux (centre-gauche) remportent pour la quinzième fois consécutivement le scrutin fédéral avec 74 sièges (+1) et 40,9 % des voix (+0,7 %). Ce sont à nouveau les grands vainqueurs de ces élections en remportant tant le vote populaire que le nombre de sièges conservant la majorité absolue gagnée en 1881. Mais l'autre grand vainqueur de ces élections est également le Parti socialiste suisse, créé deux ans plus tôt en 1888 au niveau national et qui remporte le premier siège de son histoire ainsi que 3,6 % (+2,3 %) des voix.
Ces élections ont débouché sur la 15e Législature qui s'est réunie pour la première fois le 1er décembre 1890.
Sur les 664 144 hommes âgés de 20 et plus et ayant droit de cité, 415 098 d'entre eux prirent part à ce scrutin, ce qui représente un taux de participation de 62,5% (+7,2 %).
Le taux de participation le plus élevé est dans le Canton de Schaffhouse où le vote obligatoire fait déplacer 94,3 % du corps électoral (-1,2 %). À l'inverse, dans le Canton de Schwytz seulement 35,6 % du corps électoral prend part au vote.

## Législature 1890 -1893
Les liens (et couleurs) renvoient sur les partis héritiers actuels de ces formations politiques d'antan.
|  | Formations («Partis») | Sigles | Tendances politiques                           | Sièges au CN | Sièges au CE |
|  | --------------------- | ------ | ---------------------------------------------- | ------------ | ------------ |
|  | Gauche Radicale       | GR     | Radicaux, Radicaux-démocrates, Centre-gauche   | 74           | 17           |
|  | Union conservatrice   | UC     | Conservateurs catholiques, Droite              | 35           | 17           |
|  | Centre Libéral        | CL     | Libéraux, Modérés, Libéraux-démocrates, Centre | 20           | 2            |
|  | Parti démocratique    | DEM    | Démocrates, Gauche                             | 15           | 2            |
|  | Droite Évangélique    | DE     | Conservateurs réformés, Droite                 | 2            | 1            |
|  | Parti socialiste      | PS     | Socialistes, Gauche                            | 1            | 1            |
|  | Divers                | Ind    | Divers                                         | -            | 1            |
|  | Vacant                | -      | n/a                                            | -            | 3            |

## Résultats au Conseil national dans les cantons
| Canton             | Total | PS     | DEM     | GR      | CL      | DE     | UC     |
| ------------------ | ----- | ------ | ------- | ------- | ------- | ------ | ------ |
| Zurich             | 17    | 1 (+1) | 9 (-1)  |         | 7 (+1)  | -      | -      |
| Berne              | 27    | -      | -       | 24      | 1 (+1)  | 1 (-2) | 1 (+1) |
| Lucerne            | 7     | -      | -       | 2       | -       | -      | 5      |
| Uri                | 1     | -      | -       | -       | -       | -      | 1      |
| Schwytz            | 3     | -      | -       | -       | -       | -      | 3      |
| Nidwald            | 1     | -      | -       | -       | -       | -      | 1      |
| Obwald             | 1     | -      | -       | -       | -       | -      | 1      |
| Glaris             | 2     | -      | 1       | -       | 1       | -      | -      |
| Zoug               | 1     | -      | -       | -       | -       | -      | 1      |
| Fribourg           | 6     | -      | -       | 1 (+1)  | 0 (-1)  | -      | 5 (-1) |
| Soleure            | 4     | -      | -       | 3       | 1 (+1)  | -      | 0 (-1) |
| Bâle Campagne      | 3     | -      | -       | 3       | -       | -      | -      |
| Bâle-Ville         | 4     | -      | -       | 3       | 1 (+1)  | -      | -      |
| Schaffhouse        | 2     | -      | 1       | 1       | -       | -      | -      |
| Rhodes-Extérieures | 3     | -      | -       | 1       | 2       | -      | -      |
| Rhodes-Intérieures | 1     | -      | -       | -       | 0 (-1)  | -      | 1 (+1) |
| Saint Gall         | 11    | -      | 2       | 3 (+1)  | -       | 1      | 5      |
| Grisons            | 5     | -      | 1 (+1)  | 1 (-1)  | 1       | -      | 2      |
| Argovie            | 10    | -      | -       | 7 (+2)  | 2 (-1)  | -      | 1 (-1) |
| Thurgovie          | 5     | -      | 1 (+1)  | 3 (-1)  | 1       | -      | -      |
| Tessin             | 6     | -      | -       | 2       | -       | -      | 4 (-1) |
| Vaud               | 12    | -      | -       | 12      | -       | -      | -      |
| Valais             | 5     | -      | -       | 1       | 0 (-1)) | -      | 4 (+1) |
| Neuchâtel          | 5     | -      | -       | 5       | -       | -      | -      |
| Genève             | 5     | -      | -       | 2 (-1)  | 3 (+1)  | -      | -      |
|                    | 147   | 1 (+1) | 15 (+1) | 74 (+1) | 20 (+1) | 2 (-2) | 35 (±) |